# Rova (Madagascar)
Ne doit pas être confondu avec Rova (rivière).
Un rova est un complexe royal fortifié construit dans les hauts plateaux du centre de Madagascar par des Merina de la classe des Andriana (nobles). À l'origine, le terme rova désignait la palissade de bois spécialement traitée et taillée en pointe au sommet entourant la résidence d'un roi ou des hauts personnages du royaume. 
Le premier rova a été établi à Alasora par le roi Andriamanelo vers 1540 pour protéger sa résidence tout au long d'une guerre avec les Vazimbas voisins. Les rovas sont organisés selon les notions symboliques traditionnelles d'espace et renferment les résidences royales, la tombe du fondateur et une place municipale marquée d'une pierre et sont protégés par des murs, des tranchées et des portes en pierre. Des figuiers, symboles de la royauté, y sont plantés. 

## Histoire
Au XVe siècle, l'ethnie Merina de la côte sud-est avait progressivement migré dans les hauts plateaux du centre où ils avaient établi des villages perchés disséminés parmi les colonies Vazimba existantes gouvernées par les rois locaux. Le roi Andriamanelo (1540 – 1575), fils de la reine Vazimba Rafohy et d'un homme du peuple Hova nouvellement arrivé, originaire du sud-est de Madagascar, mena finalement une série de campagnes militaires contre les Vazimba qui les chassèrent des Hautes Terres. Ses successeurs ont gouverné le pays, sous le nom de royaume d'Imerina. Le conflit qui a défini son règne a également produit de nombreuses innovations durables, notamment le développement de villages fortifiés dans les hautes terres et la création d'une classe dirigeante de nobles (andriana) dans la lignée d'Andriamanelo. 

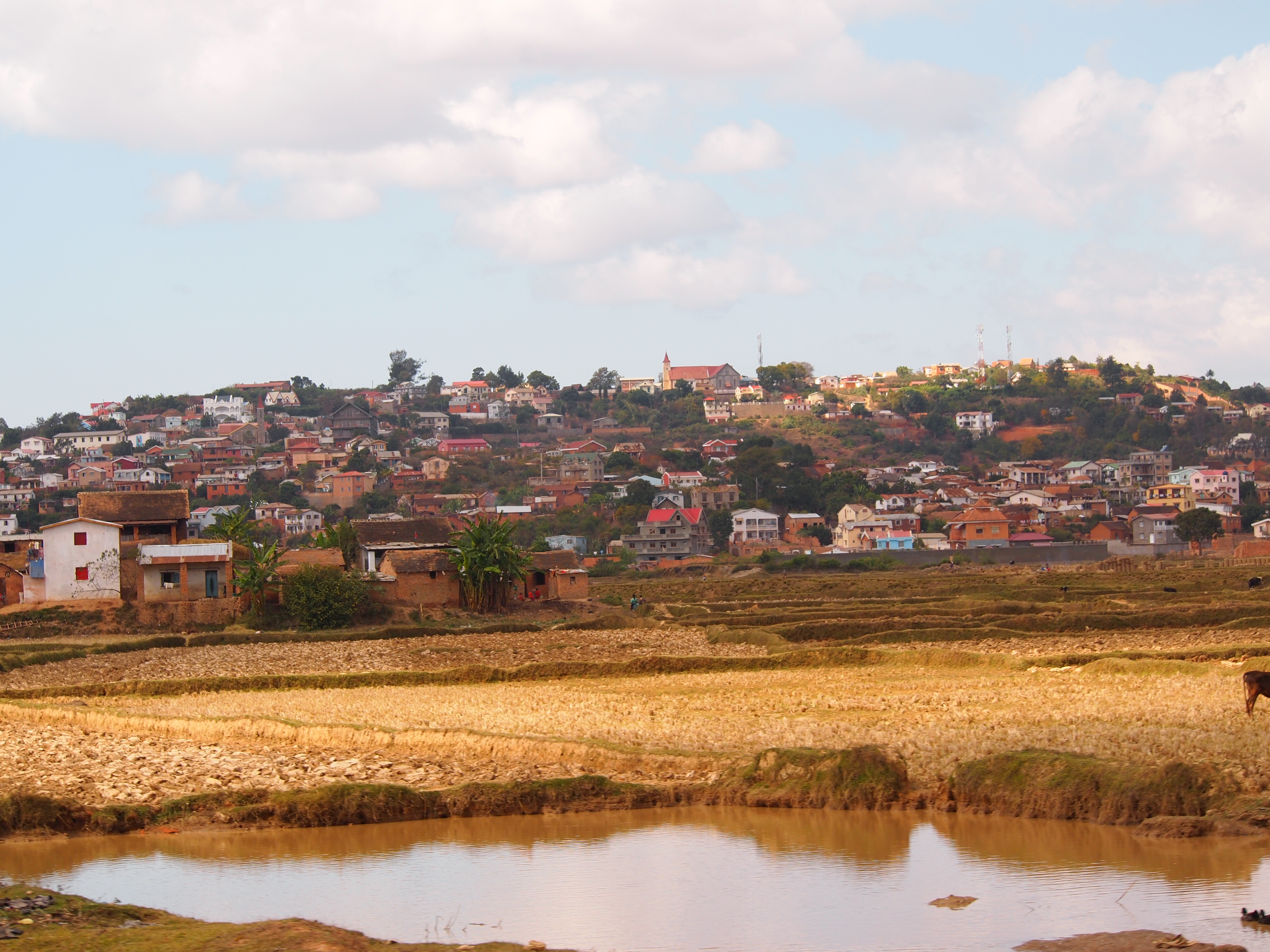
Andriamanelo a construit le premier rova vers 1540 à Alasora, un modèle copié par la suite dans toute l'Imerina.

Le premier rova a été construit par Andriamanelo vers 1540 à Alasora, à 15 km à l'extérieur de la ville d'Antananarivo. L'un des plus anciens villages de l'Imerina, Alasora aurait été fondé par le prince Ramasimparihy en 1490. À la tête de la colline voisine d'Imerimanjaka, la reine Vazimba Rangita (1500-1520) et son frère, Andrianamponga, ont donné son nom au site. Sous la fille de Rangita, la reine Rafohy (1520-1540), la capitale de la région fut transférée d'Imerimanjaka à Alasora. Son fils Andriamanelo a ajouté les caractéristiques défensives du site et a planté chaque côté de la porte d'entrée avec aviavy (figuiers), symbole de la royauté. Ce modèle de ville avec un rova a été reproduit dans l'ensemble de l'Imerina.    
Les villages habités par la classe Andriana contenaient généralement un rova ou palais. 

## Caractéristiques
Selon la coutume établie par Andriamanelo, un rova ne pouvait être établi que par un andriana (noble) qui vivait et serait ensuite enterré dans l'enceinte protégée. La fondation du rova a toujours été élevée par rapport au village environnant. Le complexe comportait aussi toujours un kianja (cour centrale) marqué par un vatomasina (grande pierre sacrée) où le souverain se tenait debout pour prononcer le kabary (discours ou décrets royaux). Le rova contenait au moins un lapa (palais royal ou résidence) ainsi que la fasana (tombe) d'un ou de plusieurs des fondateurs et des membres de la famille du site. Le logement du souverain était généralement situé dans la partie nord du rova, tandis que le ou les conjoints vivaient dans la partie sud. Ce n'est qu'à l'aube du XIXe siècle qu'un mur de périmètre en piquets de bois aiguisés constituerait un autre élément déterminant de la construction du rova. 
À Madagascar, à l'époque précoloniale, coexistaient deux conceptions cosmologiques opposées : un système ancien attribuant des valeurs particulières aux points cardinaux et au nord-est en particulier, et un système plus récent basé sur le zodiaque. La construction de rovas reflète l'un ou l'autre de ces systèmes d'espace symbolique. Les parties orientales sacrées contenaient souvent des structures associées à la vénération des ancêtres, notamment les tombeaux royaux, des bassins d'eau bénite utilisés lors de rituels royaux et des arbres Ficus et Draceana, symboles de la royauté. Des jugements royaux ont souvent été prononcés dans la partie nord du site conformément à l'association malgache existant entre le point cardinal nord, la masculinité et le pouvoir politique. Les maisons des épouses royales se trouvaient autrefois dans la partie sud du site, un point cardinal traditionnellement associé à la féminité et au pouvoir spirituel. En outre, l'espace vertical a été pris en compte, les bâtiments les plus élevés correspondant à une puissance ou une valeur supérieures. Les complexes de rovas plus grands pourraient consister en deux ou plusieurs rovas adjacents parfois construits à niveau, mais plus communément, placeraient le rova plus récent plus haut que le précédent, de manière à impliquer le plus grand pouvoir du souverain actuel par rapport à ses prédécesseurs. 
Les rovas étaient défendus par des murs (tamboho) faits de boue et de tiges de riz séchées provenant de rizières avoisinantes, de douves sèches (hadifetsy) et de profondes tranchées défensives (hadivory), ainsi que de passerelles protégées par des portails à disques de pierre (vavahady). Ces défenses étaient typiques de la plupart des enceintes royales fortifiées de l'Imerina construites entre 1525 et 1897 et protégeaient le rova des maraudeurs. Les figuiers ont été plantés à la porte principale et souvent dans l'enceinte. 
Les hautes collines avec des zones plates pour le pâturage des zébus étaient des sites privilégiés pour la construction de rovas. Des caractéristiques de défense naturelles telles que des falaises ou d'excellents points de vue offrent une protection accrue du site. La hauteur symbolisait le pouvoir et ce concept se manifestait souvent dans la construction du rova sur la plus haute colline convenable. Les forêts situées au sommet de collines choisies pour la construction de rovas étaient considérées comme sacrées et devaient rester intactes au-delà des périmètres des fortifications de la ville. Les vallées situées sous le rova ont été transformées en rizières pour nourrir les habitants de la colline. Le rova lui-même abritait le noble et ses parents, tandis que les Hova (les roturiers) vivaient au-delà des murs de la ville, sur les pentes de la colline. Les lapa occupés par des nobles étaient construits en bois et comportaient une seule pièce rectangulaire renfermant un foyer et une plate-forme surélevée, protégés par un toit haut et escarpé, généralement recouvert de chaume. Les maisons des roturiers avaient une forme et une disposition similaires, mais étaient construites en herbes tissées, en roseaux ou en d'autres matières végétales disponibles localement.

## Principaux rovas

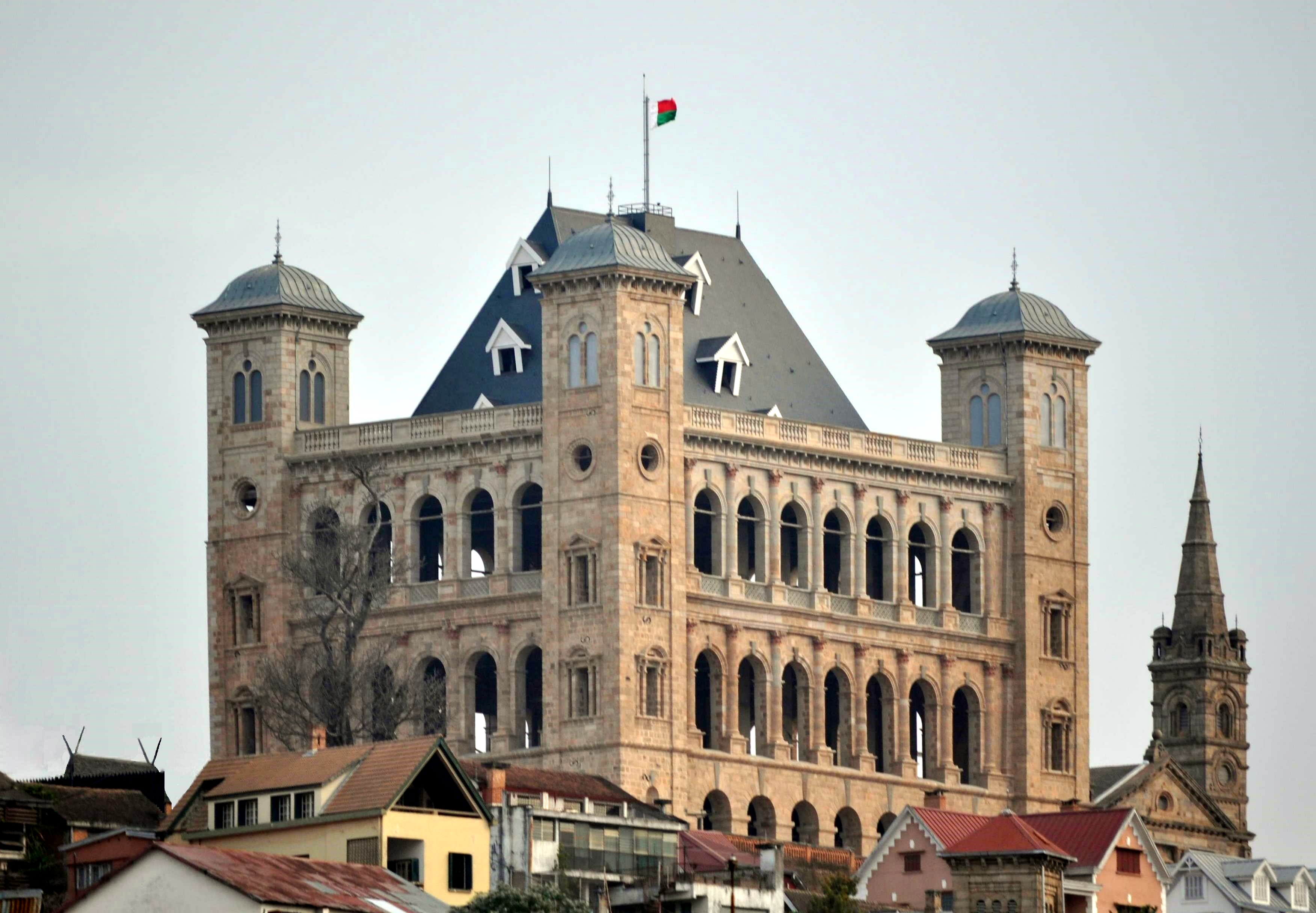
Palais Manjakamiadana, Rova de Tananarive, Madagascar

- Palais Manjakamiadana, Rova de Tananarive, MadagascarRova d'Antananarivo, siège du gouvernement du royaume précolonial d'Imerina et du royaume de Madagascar, détruit par un incendie criminel en 1995 et en cours de reconstruction en 2013.
- Ambohimanga, le rova historique le mieux préservé de Madagascar et un site du patrimoine mondial de l'UNESCO.
- Tsinjoarivo, un rova construit sous la reine Ranavalona I qui servit de palais d'été à la royauté Merina
- Ilafy, un rova habité par le roi Andrianjafy et emplacement Tombes royales Rova ambohimanga, Madagascar de la tombe du roi Radama II.

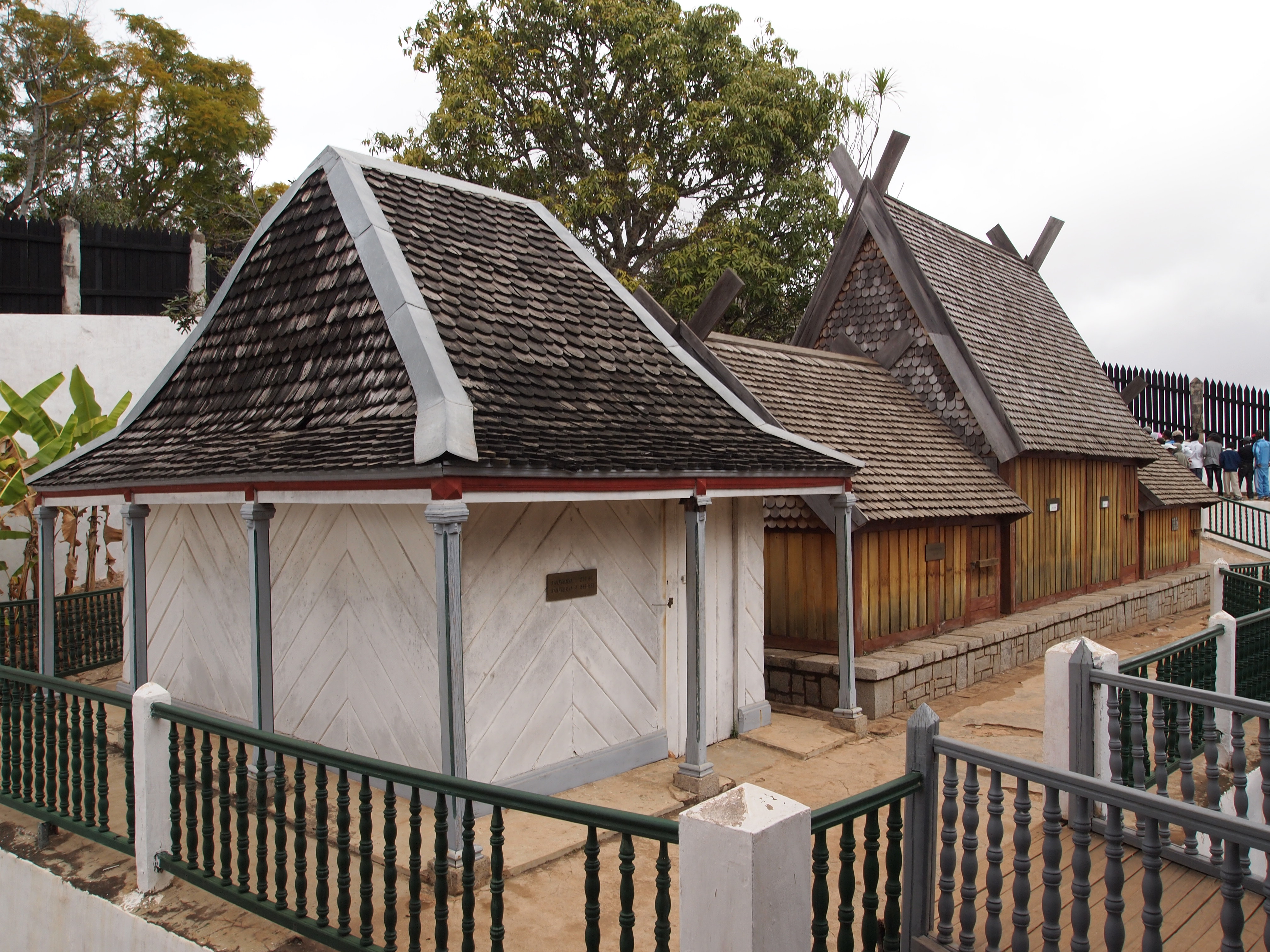
Tombes royales Rova ambohimanga, Madagascar

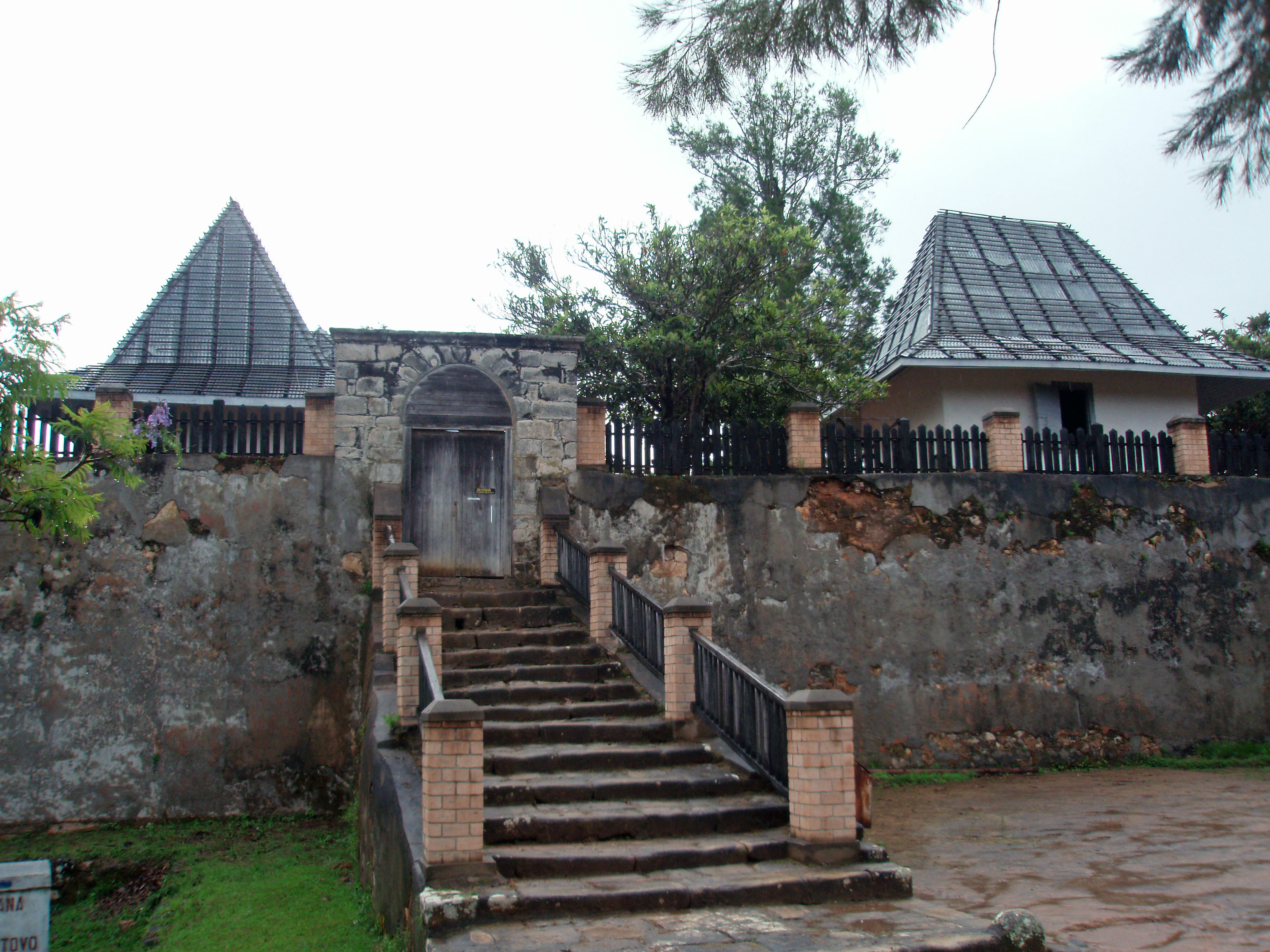
Entrée du Rova Tsinjoarivo

- Entrée du Rova TsinjoarivoLes anciens sites des rovas des douze collines sacrées de l'Imerina, notamment Alasora (rova du premier roi Merina Andriamanelo) et Ambohitrabiby (rova de son fils, Ralambo)

## Remarques
1. ↑  « Dictionnaire malgache et encyclopédie de Madagascar : /bins/homePage », sur www.mondemalgache.org (consulté le 12 juillet 2021)
2. ↑   Campbell, « The Structure of Trade in Madagascar, 1750–1810 », The International Journal of African Historical Studies, vol. 26, no 1,‎ 1993, p. 111–148 (DOI 10.2307/219188)
3. 1 2  Fage et Oliver 1975, p. 468.
4. ↑  de la Vaissière et Abinal 1885, p. 61.
5. 1 2 3 4  Nativel 2005, p. 59.
6. ↑  Nativel 2005, p. 79.
7. ↑  Kus 2007.
8. 1 2  « Royal Hill of Ambohimanga » [archive du 22 septembre 2012], UNESCO World Heritage Centre, 2012 (consulté le 22 septembre 2012)
9. ↑  Raison-Jourde 1983, p. 142.
10. ↑  Raison-Jourde 1983, p. 146.
11. ↑  de la Vaissière et Abinal 1885, p. 62.